# تادئوش بروفسکی
تادئوش بروفسکی (لهستانی: Tadeusz Borowski؛ ‏۹ ژوئیه ۱۹۴۱–۳ مارس ۲۰۲۲) بازیگر اهل لهستان بود.
از فیلم‌ها یا مجموعه‌های تلویزیونی که وی در آن‌ها نقش داشته‌است، می‌توان به نامت را به‌خاطر بسپار، شوپن: میل به عاشقی، رنگ‌های خوشبختی، در خوشی و سختی، پدر متیو، پزشکان، ع چون عشق، طایفه و رمز انیگما اشاره نمود.